# Simó de Vallgornera i de Castellvell
Simó de Vallgornera i de Castellvell (castell de Vilarnau de Dalt, Canet de Rosselló, segle xiv - després de 1434) va ser un noble nord-català que lluità a Itàlia al costat del rei Alfons IV de Catalunya.

## Biografia
Fill de Jaume de Vallgornera i de Blanes, senyor de Vilarnau, pertanyia al llinatge dels Vallgornera, procedent del poble empordanès del mateix nom. El 15 de setembre del 1405 es casà amb Sibil·la de Fonts, filla única i hereva de Jaubert de Fonts, senyor de Pontellà; i el mateix dia el pare donà a la filla el lloc i territori de Pontellà amb tota la seva jurisdicció. L'any 1409 Simó ja usa el títol de senyor de Pontellà, encara que sembla que els seus sogres visqueren força després de la donació de quatre anys abans (Jaubert morí el 1410 i Francesca, la sogra, el 1434).
Seguint l'exemple del seu germà Francesc, hereu del senyoriu de Vilarnau, Simó es traslladà a Itàlia per a servir el rei Alfons el Magnànim. Pels serveis prestats a Sardenya, aquest li atorgà, per un document de data 10 de juliol del 1422 estès a Gaeta, una pensió vitalícia de vint-i-tres lliures i mitja. Sembla que Simó de Vallgornera havia participat valerosament en els setges de Calvi i Bonifacio (1420-1421). També escortà amb una companyia fortament armada el rei en la seva entrada a Nàpols, el 1423. Romangué al servei d'Alfons V fins al 1428, quan en Simó tornà al Rosselló.
Segons Alart, el matrimoni Simó i Sibil·la tingué només una filla, Margarida, que es casà el 27 d'agost del 1427 amb el cavaller Pere de Redon, fill del cavaller Jaume de Redon, senyor de Calce. Simó i la seva esposa eren vius un any després, i la possessió del senyoriu de Pontellà encara els hauria pertangut quan morí Francesca de Fonts, l'abril del 1434. Sembla que el dit senyoriu estava vinculat personalment a aquesta darrera, i que la seva mort causà la desaparició del títol.